# Pandemie (Spiel)

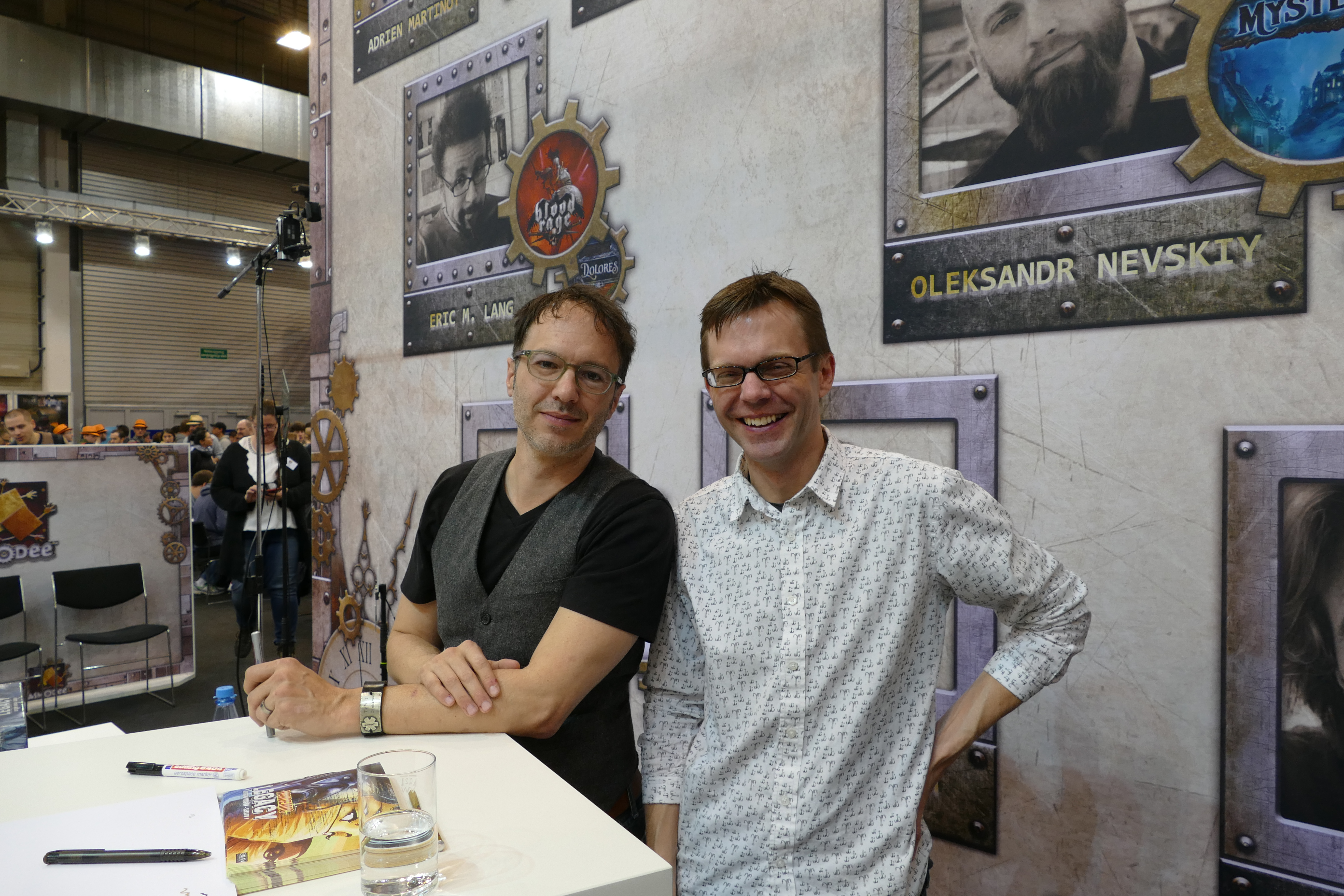
Matt Leacock (rechts) entwickelte zusammen mit Rob Daviau die Legacy-Version von Pandemie

Pandemie (Originaltitel Pandemic) ist ein kooperatives Brettspiel von Matt Leacock. Das Spiel erschien 2008 auf Englisch bei Z-Man Games, auf Deutsch und in weiteren Sprachen bei Pegasus Spiele. Es wurde 2009 für das Spiel des Jahres nominiert, 2011 erhielt es den MinD-Spielepreis. 2012 erschien eine deutschsprachige Neuauflage bei Z-Man mit einigen Designänderungen, die von Asmodee vertrieben wird.

## Ausgaben und Spielweise

### Basisspiel
Spielziel ist es, vier auf der Welt ausgebrochene tödliche Seuchen zu bekämpfen. Die Spieler übernehmen dabei die Rolle eines von fünf Spezialisten: Dispatcher (in der Neuauflage Logistiker), Arzt (in der Neuauflage Sanitäter), Wissenschaftler, Forscherin oder Betriebsexperte. Jeder Experte hat spezielle Fertigkeiten, die der Spieler nutzen muss, um mit den anderen Spielern zusammen das Spielziel zu erreichen.

#### Spielbrett
Das Spielbrett zeigt eine Karte der Erde, auf der 48 große Städte (jeweils 12 in 4 verschiedenen Farben) abgebildet sind. Zwischen diesen Städten befinden sich Verbindungslinien, die eine direkte Verbindung darstellen. Zudem gibt es Ablageflächen für die im Spiel zu ziehenden Karten und Zugleisten für die Ausbrüche der Epidemien und die Infektionsrate.

#### Karten
Es gibt zwei Kartenstapel: Spielkarten und Infektionskarten, die angeben, welche Stadt als nächste von einer Seuche heimgesucht wird. Der Stapel der Spielerkarten enthält neben Städtekarten noch einige Aktionskarten und Epidemiekarten (Anzahl variiert nach gewünschtem Schwierigkeitsgrad des Spiels). Städtekarten erlauben die Reise von oder zu der angegebenen Stadt, können zur Entwicklung eines Gegenmittels eingesetzt werden und ermöglichen die Errichtung eines Forschungslabors. Aktionskarten erlauben je eine bestimmte Zusatzaktion. Epidemiekarten steigern die Infektionsrate, und die abgelegten Infektionskarten werden neu gemischt und auf den Reststapel der Infektionskarten gelegt. Das bedeutet, dass neue Infektionen zuerst da auftreten (und diese verstärken), wo zuvor schon Infektionen aufgetreten waren.

#### Rollen
- Logistiker: Der Logistiker (in der 1. Auflage Dispatcher) kann während seines Zuges nach Rücksprache die Spielfiguren anderer Spieler bewegen. Normalerweise kann jeder Spieler nur seine eigene Spielfigur bewegen.
- Sanitäter: Der Sanitäter (in der 1. Auflage Arzt) kann mit einer Aktion alle Seuchenmarker einer Farbe an einem Ort entfernen. Andere Rollen können nur je einen Seuchenmarker pro Aktion entfernen. Gibt es ein Heilmittel gegen die Seuche, so kann der Sanitäter an diesem Ort sämtliche Seuchenmarker dieser Farbe entfernen, ohne dafür eine Aktion auszugeben. Normalerweise kostet dies eine Aktion.
- Wissenschaftler: Der Wissenschaftler benötigt nur vier gleichfarbige Spielerkarten, um ein Heilmittel zu entwickeln. Normalerweise werden hierfür fünf Karten benötigt.
- Forscherin: Die Forscherin kann eine beliebige Spielerkarte an einen Spieler am selben Ort weiterreichen. Normalerweise geht das nur mit der Karte der entsprechenden Stadt.
- Betriebsexperte: Der Betriebsexperte kann neue Forschungslabore einrichten, ohne eine Karte der entsprechenden Stadt ausspielen zu müssen.
- Quarantäne-Spezialistin: Die Quarantäne-Spezialistin (nur in der Neuauflage) verhindert, dass an ihrem Standort und allen Standorten, die mit ihrem direkt verbunden sind, neue Seuchenwürfel platziert werden können.
- Krisenmanager: Der Krisenmanager (nur in der Neuauflage) kann als Aktion Ereigniskarten aus dem Spielerkarten-Ablagestapel herausnehmen, um diese erneut auszuspielen.

#### Spielweise
Die Spieler beginnen in Atlanta, dem Sitz der Centers for Disease Control and Prevention, und reisen um die Welt, um Hinweise auf Heilmittel gegen die Seuchen zu finden und deren Ausbreitung zu verhindern. Da jeder Spieler am Ende seiner Phase noch einen Beitrag zur Ausbreitung der Krankheiten beiträgt, ist geschicktes gemeinsames Vorgehen gegen den Spielmechanismus gefragt.
Eine nicht behandelte Epidemie kann schnell zu einer explosionsartigen Ausbreitung der Seuche führen und das Spiel rasch beenden. Denn wenn mehr als drei Infektions-Marker derselben Seuche in eine Stadt kommen, führt dies zur Ausbreitung (Streuung) in alle benachbarten Städte, und nach acht Ausbrüchen ist das Spiel verloren.
Die Infektionskarten ausgerotteter Seuchen hingegen haben keinen Einfluss mehr aufs Spiel, so dass es sinnvoll ist, möglichst schnell einzelne Seuchen komplett auszulöschen.

#### Spielende
Für die Spieler gibt es nur eine einzige Siegbedingung: Sie gewinnen sofort, wenn es ihnen rechtzeitig gelingt, für alle vier Seuchen ein Heilmittel zu finden.
Die Spieler verlieren, wenn es im Spielverlauf zu acht Ausbrüchen von Epidemien kommt oder eine einzelne Seuche sich so stark ausbreitet, dass keine Marker dieser Seuche mehr im Vorrat sind, oder sie keine Spielerkarten mehr ziehen können.

### Neuauflage des Basisspiels
Die deutsche Ausgabe wurde 2013 von Z-Man mit neuem Titelbild neu aufgelegt. Dabei erhielten die Spiel- und Rollenkarten ein neues Design, und es wurden vier Kartentexte geändert: Der Dispatcher heißt jetzt Logistiker, der Arzt heißt jetzt Sanitäter, der Betriebsexperte erhielt die zusätzliche Fähigkeit, von einer Stadt mit Forschungszentrum durch Abwerfen einer beliebigen Stadtkarte in eine beliebige Stadt zu reisen. Außerdem wurde die Karte „zähe Bevölkerung“ so verändert, dass jetzt eine Infektionskarte aus dem Ablagestapel statt aus dem Zugstapel aus dem Spiel entfernt wird. Zudem wurde das Spielmaterial verändert, was sich vor allem an den Seuchenwürfeln zeigt, die jetzt kleiner und aus transparentem farbigen Kunststoff (vorher Holz) sind.

### Auf Messers Schneide (1. Erweiterung)
Im Oktober 2009 kam die 1. Erweiterung Auf Messers Schneide in den Handel. Diese enthält drei neue Herausforderungen, eine neue Seuche sowie sechs neue Spielerrollen inklusive Spielfiguren. Zusätzlich bringt die Erweiterung noch acht neue Ereignisse mit und es wird die Schwierigkeitsstufe „Legendär“ (mit 7 Epidemiekarten) eingeführt. Zur Aufbewahrung der Seuchenwürfel sind nun Petrischalen dabei, die beklebt werden können. Des Weiteren wurde in der 1. Auflage der „Betriebsexperte“ durch eine weitere Zusatzfähigkeit aufgewertet. In der Neuauflage besitzt er diese Fähigkeit bereits im Basisspiel.

#### Neue Rollen
- Bioterrorist (nur im Modul 3): Der Bioterrorist erlaubt es einem der Spieler, gegen die anderen zu arbeiten und Seuchen zu verbreiten.
- Archivar: Der Archivar hat ein Handkartenlimit von 8 (normalerweise 7) und kann als Aktion die Karte seines Standortes aus dem Spielerkarten-Ablagestapel auf die Hand nehmen.
- Eindämmungs-Spezialist: Wenn der Eindämmungsspezialist eine Stadt mit zwei oder mehr Seuchenwürfeln der gleichen Farbe betritt, entfernt er automatisch einen davon.
- Epidemiologin: Die Epidemiologin kann eine beliebige Stadtkarte von einem Mitspieler, der an ihrem Standort steht, erhalten, ohne eine Aktion zu verbrauchen.
- Einsatzleiter: Der Einsatzleiter (in der 1. Auflage Feldforscher) kann Seuchenwürfel von seinem Standort auf seiner Rollenkarte platzieren. Um ein Heilmittel zu entdecken, muss er nur 3 gleichfarbige Karten ablegen und kann die zwei fehlenden Karten durch drei Seuchenwürfel in der Farbe der zu heilenden Seuche von seiner Rollenkarte ersetzen.
- Generalistin: Die Generalistin hat bis zu fünf (anstatt 4) Aktionen pro Runde.
- Troubleshooterin: Die Troubleshooterin darf sich am Anfang ihres Zuges so viele Karten vom Infektions-Nachziehstapel ansehen, wie es der Infektionsquote entspricht, und muss außerdem bei einem Direktflug die dazu verwendete Stadtkarte nur vorzeigen, aber nicht ablegen.

#### Herausforderungen
- Modul 1 „Bösartiger Erregerstamm“ (in der 1. Auflage „Virulenter Stamm“): Hierbei werden die Epidemiekarten durch neue Epidemiekarten ersetzt, die alle eine einzigartige Zusatzeigenschaft haben und damit eine der vier Seuchen (den bösartigen Erregerstamm) im Laufe der Runde verändern.
- Das Modul 2 „Mutation“ fügt dem Spiel eine fünfte, lila Seuche hinzu, die sich anders verhält als die ersten vier. Man gewinnt das Spiel nun, indem man entweder alle fünf Heilmittel erforscht oder die vier Heilmittel des Grundspiels erforscht hat und sich kein lila Würfel auf dem Spielbrett befindet.
- Das Modul 3 „Bioterrorist“ lässt einen Spieler gegen die anderen antreten. Die Regeln und Seuchen des Grundspiels bleiben weiter aktiv, zusätzlich kann sich der Bioterrorist verdeckt (ähnlich wie bei Scotland Yard) bewegen und die lila Seuche verbreiten.

Die Module können miteinander kombiniert werden (mit Ausnahme der Kombination „Mutation“ und „Bioterrorist“).

### Im Labor (2. Erweiterung)
Die 2. Erweiterung „Im Labor“ erschien 2015 in Deutschland im Handel. Sie enthält neben drei neuen Ereigniskarten und vier neuen Rollenkarten samt Spielfiguren auch eine neue Herausforderung, eine Solo-Variante, eine Team-Variante und Ergänzungen zu den Modulen 1 und 2 aus der 1. Erweiterung.

#### Neue Rollen
- Chefaufseher: Der Chefaufseher kann auch Seuchen an Standorten behandeln, die mit seinem aktuellen Standort verbunden sind. Außerdem kann er Figuren anderer Spieler bewegen, sofern sie sich an seinem Standort oder an einem Standort befinden, der mit seinem Standort verbunden ist.
- Informantin: Die Informantin kann Stadtkarten in der Farbe ihres aktuellen Standortes an einen Spieler geben, der sich an einem Standort derselben Farbe befindet.
- Pilot: Der Pilot kann in eine Stadt fliegen, die 1, 2 oder 3 Schritte von seinem Standort entfernt liegt, und dabei einen Spieler als Passagier mitnehmen. Er darf weder Forschungszentren errichten noch normale Bewegungsaktionen durchführen.
- Virologin: Die Virologin kann beim Erforschen eines Heilmittels zwei beliebige Karten abwerfen, um damit eine Karte der zu heilenden Seuche zu ersetzen. Außerdem kann sie eine Stadtkarte abwerfen und dafür einen gleichfarbigen Seuchenwürfel aus einer beliebigen Stadt entfernen.

Außerdem befinden sich in der Erweiterung neue Karten für die Forscherin und die Epidemiologin mit Ergänzungen für das Modul 4.

#### Ergänzungen zu Modul 1 und 2
- Modul 1: Für Modul 1 sind zwei zusätzliche Epidemie-Karten mit einzigartigen Zusatzeigenschaften enthalten.
- Modul 2: Für Modul 2 sind 12 zusätzliche Seuchenwürfel sowie Regeländerungen zur Verschärfung der Herausforderung enthalten.

#### Modul 4 „Im Labor“
Um in diesem Modul ein Heilmittel zu erforschen, genügt es nicht mehr, nur 5 gleichfarbige Karten abzuwerfen. Heilmittel müssen zunächst im Labor charakterisiert, sequenziert und getestet werden. Dazu sind ein zusätzlicher Laborspielplan und 14 Sequenzkarten enthalten. Dabei müssen mit geheilten Seuchenwürfeln Aktionen im Labor in einer bestimmten Reihenfolge durchgeführt werden. Durch den Einsatz von zusätzlichen Stadtkarten kann danach ein Heilmittel (jetzt dargestellt durch eine Ampulle anstelle eines flachen Spielsteins) erforscht werden.

#### Solo-Variante und Team-Variante
- Solo-Variante: In der Solo-Variante wird die Rollenkarte „Gesundheitsbehörde“ als virtueller Mitspieler genutzt. Der Spieler macht seinen Zug wie in der normalen Variante, anschließend spielt er eine Aktion der Gesundheitsbehörde. Hierbei ist es auch möglich, die Rolle des Spielers während des laufenden Spiels zu wechseln. Sieg- und Niederlagebedingungen sind dieselben wie in der normalen Variante. Diese Variante lässt sich mit anderen Modulen kombinieren, jedoch nicht mit Modul 3 „Bioterrorist“.
- Team-Variante: Die Team-Variante wird mit zwei oder drei Teams mit je 2 Spielern gespielt. Zu Beginn des Spiels erhält jedes Team eine verdeckte Ziel-Karte. Jedes Team hat in seiner Aktionsphase 6 Aktionen, die sich die Teammitglieder teilen müssen. Durch das Heilen oder Ausrotten von Seuchen werden Auszeichnungen verliehen. Diese Auszeichnungen sowie zusätzliche Bonus-Karten, die in den Spielerkarten-Nachziehstapel gemischt werden, ergeben Prestige-Punkte für das jeweilige Team. Weitere Prestige-Punkte können durch das Erfüllen von Aufgaben der Ziel-Karte erhalten werden. Das Team mit den meisten Prestige-Punkten am Ende des Spiels (vorausgesetzt, es wurde nicht verloren) ist Gesamtsieger. Die Niederlagebedingungen sind dieselben wie im Bonusspiel; die Siegbedingungen ändern sich dahingehend, dass es nicht ausreichend ist, nur drei Heilmittel zu entdecken und diese Seuchen auszurotten. (Für eine Kombination mit Modul 2 „Mutation“ gelten abweichende Siegbedingungen.) Diese Variante kann mit anderen Modulen kombiniert werden, jedoch nicht mit Modul 3 „Bioterrorist“ und Modul 4 „Im Labor“.

Diese Varianten erweitern die mögliche Spieler-Zahl von 2-4 auf 1-6.

### Ausnahmezustand (3. Erweiterung)
Die dritte Erweiterung enthält neben drei (plus drei für spezielle Module) neuen Rollen samt Spielfiguren und neuen Ereigniskarten auch vier neue Herausforderungen mit entsprechendem Spielmaterial.

#### Neue Herausforderungen
- Modul 5 „Quarantäne“: Hierbei kann ein Spieler durch die Platzierung von Quarantäne-Plättchen Städte zeitweise unter Quarantäne stellen und damit die Platzierung von Seuchenwürfeln verhindern. Für dieses Modul gibt es die Rollenkarte „Colonel“.
- Modul 6 „Zoonosen“: Zwei neben dem Basisspiel-Spielplan platzierte Spielpläne symbolisieren die Ausbreitung von Tierseuchen, die auf den Menschen übergreifen können. Diese Spielfelder sind für die Spieler schwerer zu erreichen als die Städte des Basisspiels. Das Auftreten von Tierseuchen wird nicht über die Infektionskarten, sondern über einen Würfel bestimmt. Für dieses Modul gibt es die Rollenkarte „Veterinär“.
- Modul 7 „Ausnahmezustand“: In diesem Modul wird der Spielerkarten-Stapel durch Ereigniskarten mit negativen Auswirkungen ergänzt.
- Modul 8 „Supervirus“: In diesem Modul kommt eine fünfte Krankheit hinzu, die nicht mit der üblichen Methode geheilt werden kann. Hier muss zunächst ein Gegenmittel erforscht werden, anschließend müssen Impfstoff-Fabriken gebaut, Impfstoffe produziert und diese zu den infizierten Städten transportiert werden. In diesem Modul werden auch die Quarantäne-Marker aus Modul 5 genutzt. Für dieses Modul gibt es eine modifizierte Rollenkarte „Sanitäter“.

### Pandemic Legacy
Im Jahr 2016 erschien mit Pandemic Legacy: Season 1 der erste Teil der Legacy-Variante des Spiels, 2017 erschien Season 2. Seit 2020 ist auch der dritte Teil, unter dem Namen Pandemic Legacy: Season 0 erschienen. Diese Spiele wurden von Leacock gemeinsam mit Rob Daviau entwickelt. Daviau gilt als Erfinder der Legacy-Spiele, die er mit seiner Risiko-Version Risiko Evolution einführte.
Wie bei anderen Legacy-Spielen haben die einzelnen Spielrunden von Pandemic Legacy: Season 1 Einfluss auf die Folgerunden und verändern damit Teile des Spiels oder das gesamte Spiel dauerhaft. Dabei werden sowohl Veränderungen bei den verschiedenen Erkrankungen wie auch im Team vorgenommen und auf der Weltkarte werden einzelne Regionen und Städte dauerhaft mit Risikostufen anhand bereits stattgefundener Epidemien markiert. Änderungen können etwa durch neu hinzuzufügende Regeln, Karten- und Brettspieltexte sowie neue Karten, neue Einheiten, neue Eigenschaften und ähnliches herbeigeführt werden. Zudem werden auch Karten und Einheiten zerstört, indem etwa Karten zerrissen werden.
Pandemic Legacy: Season 1 orientiert sich weitgehend an dem im Originalspiel verwendeten Spielplan  und den Materialien und verändert durch im Lauf der Partien hinzukommende Materialien das Spiel.
Pandemic Legacy: Season 2 schließt thematisch an dem ersten Legacyteil an, und spielt in einer nahen Zukunft. Der Spielplan unterscheidet sich jedoch von dem der Originalversion. Große Flächen sind noch „unentdeckt“, ähnlich wie bei Rob Daviaus Legacyspiel Seafall und werden erst mit der Zeit erschlossen.
Pandemic Legacy: Season 0 spielt zeitlich vor den beiden anderen Teilen und beschäftigt sich mit deren Vorgeschichte. Thematisch geht es nicht mehr darum Seuchen zu bekämpfen. Die Spielenden übernehmen die Rolle von Agenten im Kalten Krieg und führen verdeckte Operationen aus. Dieser Hintergrund des Spiels wurde diskutiert und kritisiert.
Die drei Legacy Titel sind im Z-Man Verlag erschienen und werden in Deutschland von Asmodee vertrieben. Obwohl die deutschen Exemplare des Originalspiels auch einen deutschen Titel erhielten, wurden bei der Legacyvariante der englischsprachige Titel auch in der deutschen Version verwendet.

## Auszeichnungen
Das Spiel Pandemie erhielt verschiedene Auszeichnungen:
- Tric Trac d’Argent (Zweiter Platz) 2008[6]
- International Gamers Award 2008: nominiert (Kategorie „General Strategy Games – Multiplayer“)
- Games Magazine 2009: Bestes Familienspiel[7]
- As d’Or – Jeu de l’Année 2009: nominiert
- Spiel des Jahres 2009: nominiert
- Deutscher Spiele Preis 2009: 3. Platz
- Spiel der Spiele 2009: Spiele Hit für Experten
- Niederländischer Spielepreis 2009: nominiert
- Japan Boardgame Prize 2009: 2. Platz
- MinD-Spielepreis 2011, vergeben vom Verein Mensa in Deutschland (MinD)[8]

Pandemic Legacy: Season 1 wurde ebenfalls bei mehreren Spielepreisen ausgezeichnet, etwa beim
- Kennerspiel des Jahres 2016: nominiert
- Deutscher Spiele Preis 2016: 4. Platz

Pandemic Legacy: Season 2 erhielt als besondere Auszeichnung den
- Sonderpreis der Jury Spiel des Jahres 2018

Pandemic Legacy: komplette Reihe erhielt als Auszeichnung den
- Beeple Award 2021